# Václav Budovec z Budova
Václav Budovec z Budova (28. srpna 1551, Červené Janovice – 21. června 1621, Praha) byl český politik, diplomat a spisovatel, významná postava politického a náboženského života českého stavovského státu ve 2. polovině 16. století a na počátku 17. století, příslušník rodu Budovců z Budova.

## Život

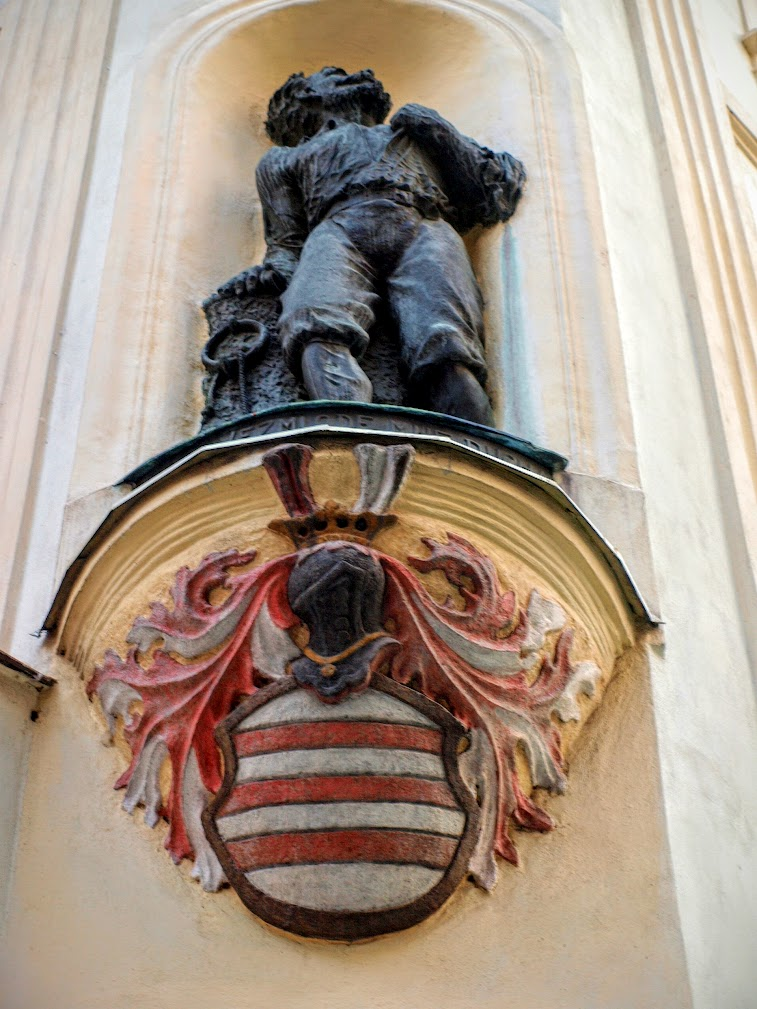
Socha Václav Budovce z Budova na paláci v Praze

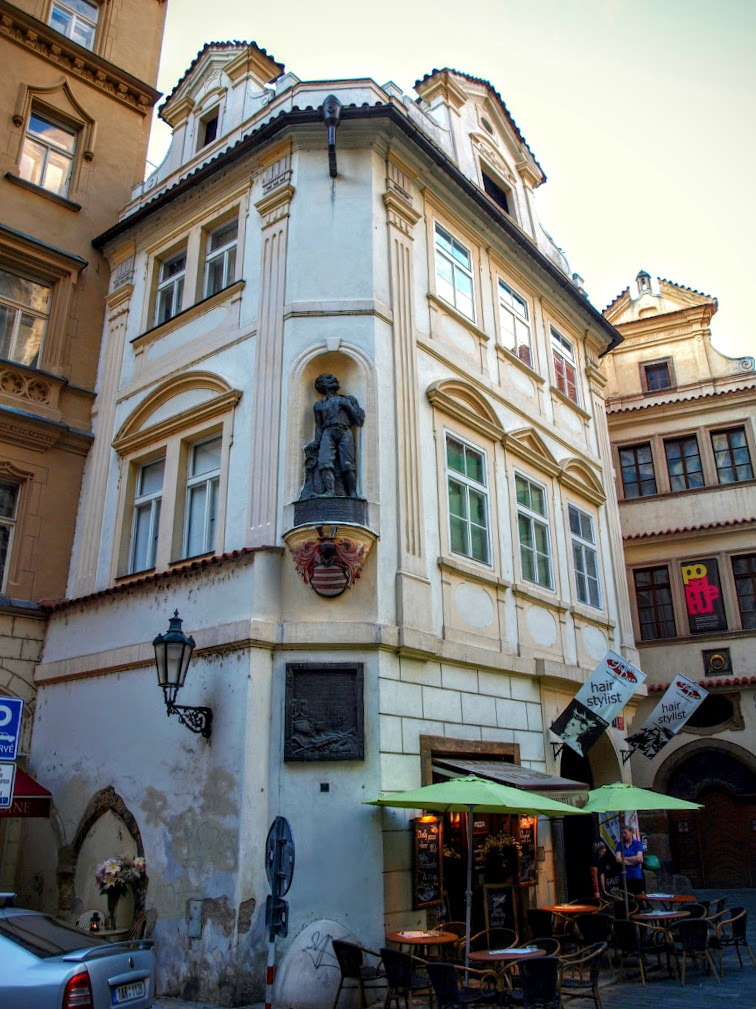
Pražský palác Budovců z Budova

Pocházel ze starého českého vladyckého rodu. Jeho otcem byl Adam Budovec z Budova, který se zúčastnil stavovského odboje proti císaři Ferdinandu I. Habsburskému roku 1547. Matka, Johanka z Chlumu, byla dcerou rytíře z Dobrovice u dnešní Mladé Boleslavi. Jako nadaný mladý šlechtic z rytířské bratrské rodiny nabyl Budovec v letech 1569–1571 vzdělání na univerzitě ve Wittenbergu. Na protestantských univerzitách v Německu, Nizozemí, Francii a Anglii strávil dvanáct let.
Hojně pak cestoval po Evropě a navazoval přátelství s předními protestantskými teology, z nichž největší vliv na něj měl významný kalvinista té doby Theodor Beza. Od roku 1577 se stal Budovec hofmistrem u císařského vyslance v Cařihradu J. Sinzendorfa, a tak ke své znalosti mnoha cizích jazyků mohl připojit turečtinu a arabštinu.
Po návratu do vlasti se oženil s Annou Zákupskou z Vartemberka. Vlastnili panství Mnichovo Hradiště, Zásadka, Hradec a Chocnějovice. Od roku 1584 Budovec působil jako rada apelačního soudu. Vykonával funkci císařského rady jak za císaře Rudolfa II., tak Matyáše Habsburského. V roce 1607 byl povýšen do panského stavu. Jako vlivný příslušník Jednoty bratrské ji statečně hájil proti nejrozmanitějším útokům a patřil tak i mezi významné představitele stavovské nekatolické opozice. Majestát císaře Rudolfa II. „O náboženské svobodě“ z roku 1609 byl vydán zejména jeho zásluhou.
V české národní historii je znám jako jeden z předních účastníků stavovského povstání. V roce 1618 se účastnil druhé pražské defenestrace, avšak aktivně nezasahoval. Během povstání zastával funkci zemského direktora, královského komorníka a dokonce i prezidenta rady nad apelacemi, což však nemělo praktický význam, jelikož v době stavovského povstání se rada nad apelacemi nescházela (apelační soud byl podle České konfederace jedním ze společných orgánů všech zemí českého soustátí).
Vzhledem k tomu, že osobně podporoval vládu Fridricha Falckého a provázel dokonce tureckou delegaci po Pražském hradě, byl odsouzen k trestu smrti. Po bitvě na Bílé hoře odvedl svou rodinu do emigrace, sám se vrátil kvůli strážení korunovačních klenotů, přičemž svůj palác na Starém Městě pražském proti Týnskému chrámu našel vydrancovaný. V únoru 1621 byl podle císařského listu zatčen a uvězněn v Bílé věži Pražského hradu.
Na příkaz císaře Ferdinanda II. byl popraven 21. června 1621 na Staroměstském náměstí rukou kata Jana Mydláře jako druhý v pořadí, hned za Jáchymem Ondřejem Šlikem. Nejprve mu byla uťata ruka na připomínku porušení přísahy věrnosti císaři. Původní verdikt zněl rozčtvrcení zaživa a poté části jeho těla měly být rozvěšeny na rozcestích Prahy, avšak trest byl zmírněn v pouhé stětí. Jeho hlavu přibil popravčí na Staroměstskou mosteckou věž, kde zůstala až do listopadu 1631, kdy byly při vpádu saské armády hlavy sejmuty a uloženy k poslednímu spočinutí se všemi poctami v Týnském chrámu. Po odchodu Sasů se všech jedenáct lebek záhadně ztratilo a dodnes se o dalších osudech ostatků popravených pouze spekuluje.
Komenský jej charakterizoval jako „muže znamenitě učeného a svými vydanými spisy slovutného“.

## Dílo
- Krátkej spis o zlatém, budoucím a již brzy nastávajícím věku (1584), tiskem nevydaný eschatologický spis.
- Antialkorán (první verze 1593, přepracováno a vydáno roku 1614), celým názvem Antialkoran, tj. mocní a nepřemožitelní důvodové toho, že Alkoran turecký z ďábla pochází, vášnivě polemický spis o islámu a křesťanství spojený se snahou přispět ke spojení všech hlavních křesťanských církví v boji proti Turkům.
- Kšaft duchovní (1595),
- Akta a příběhové, kteří se dáli ode tří stavů království českého tělo a krev pod obojí přijímajících od roku 1603 do 23. února 1610, tiskem nevydaný popis jednání českého sněmu v letech 1608–09 vedoucí k přijetí Rudolfova majestátu,
- Martini Lutheri Antisocinus[3] (1614), spis vydaný v Amberku, který nechala falcká vláda kvůli zachování pokoje mezi luterány a jinými křesťanskými denominacemi stáhnout a spis se nenávratně ztratil.
- Circulus Horologii Lunaris et Solaris (1616), spis vydaný v Hanau, ve kterém autor jasně vyjadřuje svou kalvínskou orientaci a odmítá učení Martina Luthera.
- Gnomon apologeticus circuli horologii historici, typici et mystici (1618), vydáno v Hanau.[4]

Někteří literární historikové (např. František Michálek Bartoš) Budovcovi připisují rukopis s názvem Česká kronika, který byl nalezen Josefem Dobrovským a který nabízí jiný pohled na české dějiny než Kronika česká od Václava Hájka z Libočan.
Vedle psaní spisů a teologických traktátů vedl Budovec i hojnou korespondenci.

## Ikonografie a heraldika
- Portrét Václava Budovce se dochoval v dobové mědirytině
- Portrétní kresba Josefa Scheiwla podle téže mědirytiny vznikala jako časopisecká ilustrace roku 1868.
- Pamětní deska Václava Budovce s erbem, jménem, tituly a letopočtem 1604 a protějšková deska jeho manželky Anny z hradu Zásadka, vytesané z pískovce, jsou vystaveny ve sbírce Lapidária Národního muzea v Praze.